# Keldsnor Fyr
Keldsnor Fyr er et dansk fyrtårn på den sydøstlige spids af øen Langeland, og det markerer for skibsfarten  overgangen fra  Kiel Bugt til Langelandsbæltet. I dag er området lukket for offentligheden.
Det 34 meter høje fyrtårn, opkaldt efter det nærliggende nor, Keldsnor, blev bygget i 1905. Det erstattede Fakkebjerg Fyr, som havde været i drift cirka halvanden kilometer mod nordvest siden 1806. 1885 blev det første fyr ved Keldsnor opført og bestod af en jernstang med en lanterne.
Keldsnor Fyr gik i drift med en roterende  fresnellinse og en petroleumskappe-brænder og blev elektrificeret i 1948 og har en flammehøjde på 39 meter. Fyret havde fire ansatte, der alle boede på stedet, og den første fyrmester var Johan Christian Ryder. 
I 2006 blev Keldsnor Fyr solgt for 6 millioner kroner til en privatperson, der bruger den fredede bygning og den 7.285 m² store ejendom som fritidsbolig. Driften og vedligeholdelsen af fyret er forblevet i statens hænder.